# 4210 Ізобельтомпсон
4210 Ізобельтомпсон (4210 Isobelthompson) — астероїд головного поясу, відкритий 21 лютого 1987 року.
Тіссеранів параметр щодо Юпітера — 3,226.